# Vida Mejor I
Vida Mejor I är en ort i Mexiko.   Den ligger i kommunen Tapachula och delstaten Chiapas, i den sydöstra delen av landet, 900 km sydost om huvudstaden Mexico City. Vida Mejor I ligger 89 meter över havet och antalet invånare är 6 460.
Terrängen runt Vida Mejor I är lite kuperad. Runt Vida Mejor I är det ganska tätbefolkat, med 239 invånare per kvadratkilometer. Närmaste större samhälle är Tapachula, 6,6 km nordost om Vida Mejor I. Trakten runt Vida Mejor I består till största delen av jordbruksmark.